# Àper (gramàtic)
Àper, en llatí Aper, fou un gramàtic grec que va viure a Roma en temps de l'emperador Tiberi. Era de l'escola filològica d'Aristarc i fou instructor d'Heràclides Pòntic. Era un oponent de l'escriptor Dídim d'Alexandria el vell. Suides en dona referència.